# Stefano Sollima
Stefano Sollima (Roma, 4 maggio 1966) è un regista e sceneggiatore italiano.
Conosciuto principalmente per aver diretto serie televisive e film di successo come Romanzo criminale - La serie, Gomorra - La serie, Suburra, ACAB - All Cops Are Bastards e Soldado. È figlio del regista e sceneggiatore Sergio Sollima.

## Carriera
La formazione professionale di Sollima, che non ha frequentato alcuna accademia o corso di regia, è avvenuta sul set dei film e degli sceneggiati girati dal padre Sergio, compresi i due titoli dedicati a Sandokan, popolarissimo personaggio nato dalla penna di Salgari. Incomincia la sua carriera realizzando cortometraggi. Lavora poi come cameraman per NBC, CBS, CNN e gira documentari da zone di guerra. Dopo qualche spot TV, si dedica alla fiction, dirigendo alcuni episodi di Un posto al sole e La squadra. Nel 2005 dirige la miniserie televisiva Ho sposato un calciatore, trasmessa da Canale 5.
Il successo arriva nel 2008, quando realizza la serie televisiva Romanzo criminale, basata sull'omonimo romanzo di Giancarlo De Cataldo. Nel 2012 fa il suo esordio sul grande schermo con il film ACAB - All Cops Are Bastards, tratto dall'omonimo libro di Carlo Bonini. Nel 2012 dirige, coadiuvato da Francesca Comencini e Claudio Cupellini, la prima stagione di Gomorra - La serie, trasposizione televisiva dell'omonimo romanzo di Roberto Saviano, prodotta da Sky Italia, Cattleya e Fandango con la collaborazione di LA7. Nel 2015 cura la regia della seconda stagione, coadiuvato anche da Claudio Giovannesi, che riscuote ancora maggiore successo rispetto alla prima stagione. Sollima non prende parte alla realizzazione della terza stagione della serie, le cui riprese incominciano nell'ottobre del 2016, perché impegnato in altri progetti.
Tra la fine del 2014 e i primi mesi del 2015 è impegnato nella realizzazione del suo secondo lungometraggio cinematografico, Suburra, basato sull'omonimo libro di Giancarlo De Cataldo e Carlo Bonini, incentrato sulla Roma criminale contemporanea, distribuito nelle sale cinematografiche italiane il 14 ottobre dello stesso anno, ottenendo un buon successo di pubblico e critica, dedicato al padre Sergio. Nel 2016 incomincia le riprese della trasposizione televisiva di ZeroZeroZero, altro romanzo di Roberto Saviano. Nello stesso anno è annunciato lo sbarco a Hollywood di Sollima per dirigere Soldado, interpretato da Benicio del Toro e Josh Brolin e sequel del film Sicario di Denis Villeneuve, distribuito nelle sale nell'autunno del 2018. Sempre negli Stati Uniti dirige Senza rimorso, con protagonista Michael B. Jordan, trasposizione dell'omonimo romanzo di Tom Clancy, scritto da Taylor Sheridan, con cui aveva già collaborato per Soldado, distribuito nel febbraio del 2021.
Nel 2023 scrive, dirige e produce il film Adagio, terzo capitolo della cosiddetta "trilogia della Roma criminale" iniziata con ACAB - All Cops Are Bastards (2012) e proseguita con Suburra (2015). Nello stesso anno Netflix annuncia il via alle riprese di una serie composta da 4 episodi, diretta dallo stesso Sollima, che narra le vicende relative al caso del Mostro di Firenze. Nel 2025 è produttore esecutivo di ACAB - La serie, sequel del suo film di esordio.

## Filmografia

### Regista

#### Cinema
- ACAB - All Cops Are Bastards (2012)
- Suburra (2015)
- Soldado (Sicario: Day of the Soldado) (2018)
- Senza rimorso (Without Remorse) (2021)
- Adagio (2023)

#### Televisione
- Un posto al sole – serie TV (1999)
- La squadra – serie TV, 7 episodi (2003-2007)
- Ho sposato un calciatore – miniserie TV (2005)
- Crimini – serie TV, episodi 1x02, 2x06, 2x08 (2006-2010)
- Romanzo criminale - La serie – serie TV, 22 episodi (2008-2010)
- Gomorra - La serie – serie TV, 10 episodi (2014-2016)
- ZeroZeroZero – serie TV, episodi 1x01, 1x02 (2020)
- Il mostro – miniserie TV (2025)

#### Cortometraggi
- Grazie (1991)
- Ipocrites (1992)
- Sotto le unghie (1993)
- Zippo (2003)
- The Legend of Red Hand (2018)

#### Video musicali
- Distratto – singolo di Francesca Michielin (2012)

### Produttore

#### Cinema
- Adagio (2023)

#### Televisione
- ACAB - La serie – serie TV (2025)